# Jana Majunke

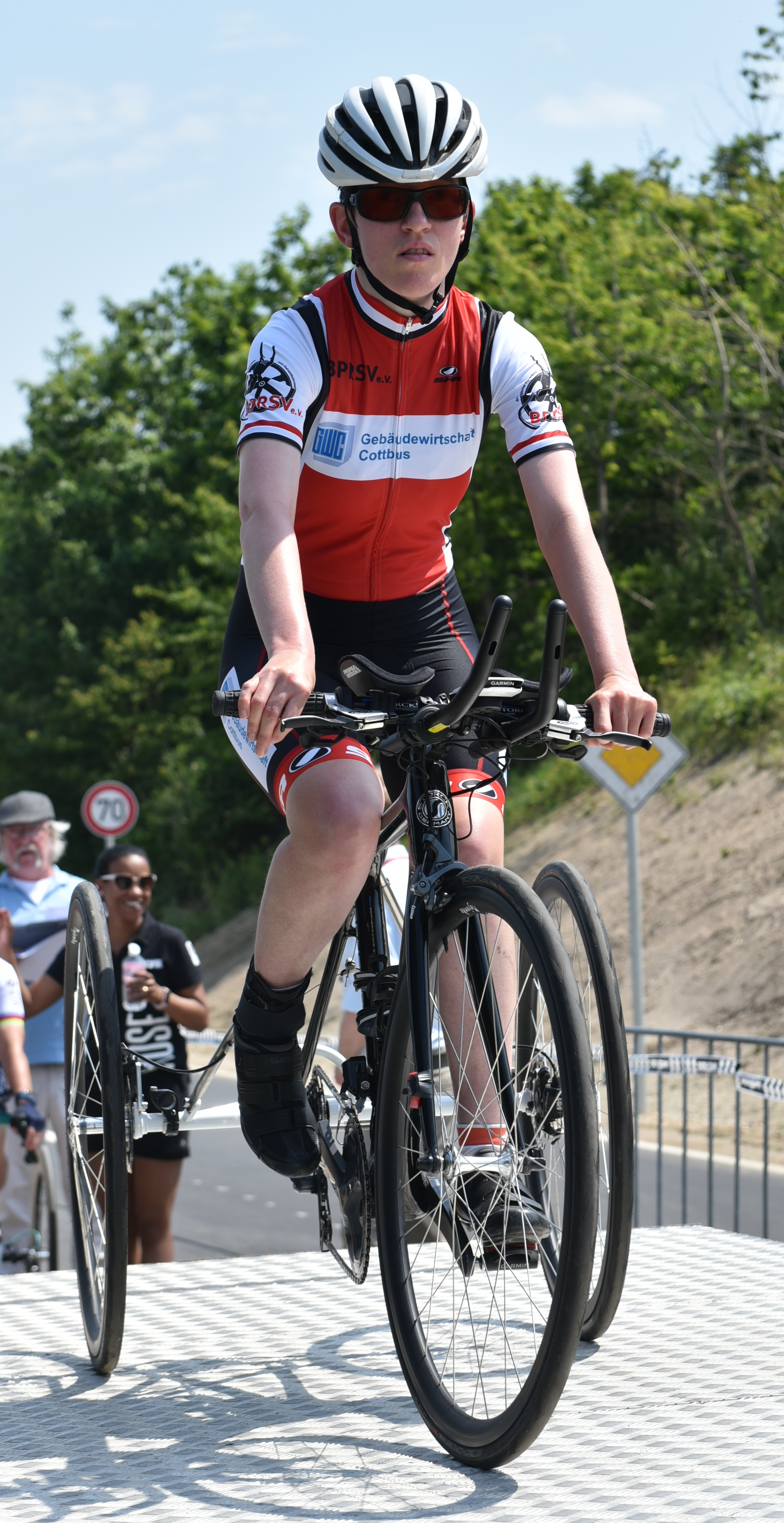
Jajunke beim Cologne Classic 2022

Jana Majunke (* 21. August 1990 in Cottbus) ist eine deutsche Paracyclerin in der Klasse T2 (Dreirad). 2021 gewann sie bei den Sommer-Paralympics in Tokio zwei Goldmedaillen.

## Sportliche Laufbahn
Jana Majunke wurde mit einer spastischen Lähmung geboren. Sie machte ihr Abitur an der Lausitzer Sportschule Cottbus und anschließend eine Ausbildung zur Sportfachfrau.
2009 wurde Majunke doppelte Weltmeisterin, in Einzelzeitfahren und im Straßenrennen, im Jahr darauf konnte sie diesen Erfolg wiederholen. Seitdem stand sie wiederholt bei Straßenweltmeisterschaften auf dem Podium. Bis 2013 wurde sie zudem viermal deutsche Meisterin; 2010 und 2013 beendete sie die Saison als Erste im UCI-Welt-Ranking.
2016 wurde Jana Majunke für die Teilnahme an den Sommer-Paralympics in Rio de Janeiro nominiert und errang die Bronzemedaille im Straßenrennen. Im Jahr darauf gewann sie bei den Straßenweltmeisterschaften im südafrikanischen Pietermaritzburg die Silbermedaille im Straßenrennen und Bronze im Einzeitfahren.
2021 wurde Jana Majunke für die Teilnahme an den Sommer-Paralympics 2020 in Tokio nominiert. Hier gewann sie auf dem Fuji Speedway im Einzelzeitfahren und im Straßenrennen jeweils die Goldmedaille. 2022 wurde sie erneut Weltmeisterin im Straßenrennen, während sie im Einzelzeitfahren Bronze gewann.

## Ehrungen
Am 1. November 2016 verlieh ihr der Bundespräsident Joachim Gauck das Silberne Lorbeerblatt.
Auf Vorschlag der SPD-Landtagsfraktion in Brandenburg wurde Jana Majunke zum Mitglied der 17. Bundesversammlung gewählt.

## Erfolge
2009
- Paracycling-Weltmeisterin – Einzelzeitfahren, Straßenrennen

2010
- Paracycling-Weltmeisterin – Einzelzeitfahren, Straßenrennen

2011
- Paracycling-Weltmeisterschaft – Einzelzeitfahren, Straßenrennen

2013
- Paracycling-Weltmeisterschaft – Einzelzeitfahren, Straßenrennen

2014
- Paracycling-Weltmeisterschaft – Straßenrennen

2015
- Paracycling-Weltmeisterschaft – Einzelzeitfahren, Straßenrennen

2016
- Paralympics – Straßenrennen

2017
- Weltmeisterschaft (T2) – Einzelzeitfahren
- Weltmeisterschaft (T2) – Straßenrennen

2018
- Weltmeisterschaft (T2) – Einzelzeitfahren, Straßenrennen

2019
- Weltmeisterschaft (T2) – Straßenrennen

2021
- Weltmeisterin (T2) – Straßenrennen
- Weltmeisterschaft (T2) – Zeitfahren
- Paralympics – Einzelzeitfahren
- Paralympics – Straßenrennen

2022
- Weltmeisterin (T2) – Straßenrennen
- Weltmeisterschaft (T2) – Einzelzeitfahren

2023
- Weltmeisterschaft (T2) – Straßenrennen